# 5 v. Chr.
Portal Geschichte | Portal Biografien | Aktuelle Ereignisse | Jahreskalender | Tagesartikel

◄ |
2. Jahrhundert v. Chr. |
1. Jahrhundert v. Chr. |
1. Jahrhundert |
►

◄ | 20er v. Chr. | 10er v. Chr. | 0er v. Chr. | 0er |
10er |
►

◄◄ | ◄ | 8 v. Chr. | 7 v. Chr. | 6 v. Chr. | 5 v. Chr. |
4 v. Chr. |
3 v. Chr. |
2 v. Chr. |
► |
►►
Staatsoberhäupter

## Ereignisse
- Matthias ben Theophilos folgt Simon ben Boethos als Hohepriester im Jerusalemer Tempel.

## Geboren
- 15. Januar: Liu Xiu, unter dem Namen Han Guangwu di chinesischer Kaiser († 57 n. Chr.)
- um 5 v. Chr.: Decimus Valerius Asiaticus, römischer Politiker († 47 n. Chr.)

## Gestorben
- Pheroras, Bruder des jüdischen Königs Herodes des Großen (* um 68 v. Chr.)